# P-500 Bazal't
Il P-500 Bazal't (nome in codice NATO: SS-N-12 Sandbox) è un missile antinave di sviluppo e costruzione sovietica entrato in servizio nei primi anni settanta. Realizzato come evoluzione del precedente P-5), è in grado di trasportare testate sia convenzionali, sia nucleari. Ne sono stati costruiti oltre 500 esemplari, alcuni dei quali ancora in servizio con la marina russa sugli incrociatori della classe Slava.

## Sviluppo
Le origini del P-500 possono essere fatte risalire al 28 febbraio 1963, quando fu avviato lo sviluppo di un missile che fosse in grado di sostituire tutte le varie versioni del P-5. Questo missile rappresentava la prima generazione delle armi antinave sovietiche, ed era largamente utilizzato sulle unità della marina militare sovietica, sia di superficie sia subacquee.
Inizialmente, il nuovo sistema d'arma ricevette il nome di P-350 Bazal't (codice GRAU 4K77). Tuttavia, a partire dalla seconda metà degli anni sessanta, i lavori sul P-350 cessarono, ed iniziò lo sviluppo di un nuovo missile, chiamato P-500 Bazal't (codice GRAU 4K80). Quest'ultimo, in pratica, rappresentava la versione “di serie” del P-350.
Il P-500 fu accettato in servizio intorno al 1973, e nello stesso periodo, ne fu autorizzata la produzione. Complessivamente, ne furono costruiti 500 esemplari. Gli SS-N-12 rappresentano la seconda generazione dei missili antinave sovietici. In anni recenti, questi sono stati parzialmente sostituiti dai sistemi della cosiddetta "terza generazione", i più sofisticati P-700 Granit.

## Tecnica
L'SS-N-12 è un missile antinave di grandi dimensioni, lungo oltre 11 metri e pesante circa cinque tonnellate. Le dimensioni, così come la struttura, risultano piuttosto simili a quelle del SS-N-3 Shaddock, del quale è il successore.
Il corpo del missile è cilindrico, con due piccole alette laterali sistemate nella parte centrale. Inoltre, le parti vitali sono state corazzate, in modo da aumentare le capacità di sopravvivenza. Inoltre, i missili sono dotati di inganni radar, in modo da ingannare i sistemi antimissile ed antiaerei nemici.
La propulsione è assicurata da tre motori. Due sono razzi a propellente solido, che vengono utilizzati nella fase di partenza, mentre l'altro è un turbogetto KP-17-300 a propellente liquido, usato per il volo supersonico. Questi sono in grado di spingerlo ad una velocità compresa tra Mach 1,5 e 2,5. Il volo avviene ad una quota compresa tra i 30 ed i 7 000 metri, e la gittata massima è di 550 km.
La testata può essere di due tipi:
- convenzionale, con 1000 kg di esplosivo;
- nucleare, con un ordigno da 350 chilotoni.

Tuttavia, le testate nucleari non sono più imbarcate sui missili antinave: dunque, gli SS-N-12 sono armati solo con esplosivo convenzionale.

Il sistema di guida è con autopilota, con un radar a ricerca attiva per la parte finale del volo. Per effettuare tiri oltre l'orizzonte, vengono utilizzati dei mezzi aerei per l'acquisizione dei bersagli. In particolare, possono essere utilizzati aerei Tupolev Tu-95 o elicotteri Kamov Ka-25 e Ka-27.
Gli SS-N-12 possono essere lanciati in salve, ovvero in gruppi di otto unità sparate ad intervalli molto brevi. Quando vengono lanciati in questa modalità, tutti i missili volano ad una quota media tranne uno, che viaggia più in alto (tra i 5 000 ed i 7 000 metri). Quest'ultimo funge da “missile guida”, ed ha il compito di individuare i bersagli e di trasmettere i relativi dati agli altri missili, più in basso. Solitamente, metà della “salva” si dirige verso la portaerei (il bersaglio primario), mentre i restanti puntano le altre navi presenti in zona, in misura di uno per ogni ordigno. Se il “missile guida” viene abbattuto, il suo posto viene preso da un altro, secondo una sequenza ben definita. Tutto questo è possibile grazie ad un computer digitale con datalink che permette ai missili di comunicare tra loro.

## Servizio
L'SS-N-12 Sandbox entrò in servizio nel 1973. A partire dal 1975, il missile fu schierato sulle nuove portaerei della classe Kiev e, dai primi anni ottanta, anche sugli incrociatori classe Slava (in questo caso pare si tratti di una versione leggermente diversa, con sistema di guida migliorato). Sempre nello stesso decennio, furono effettuate modifiche su alcuni esemplari delle classi di sottomarini delle classi Echo II e Juliett, che dunque imbarcarono il nuovo sistema d'arma.
Nell'agosto 2009, le uniche unità navali ancora equipaggiate con gli SS-N-12 sono le unità della classe Slava, che ne imbarcano sedici.

Nonostante sia in servizio da oltre trent'anni, questo missile viene considerato una delle più efficaci armi antinave russe.

## P-1000 Vulkan

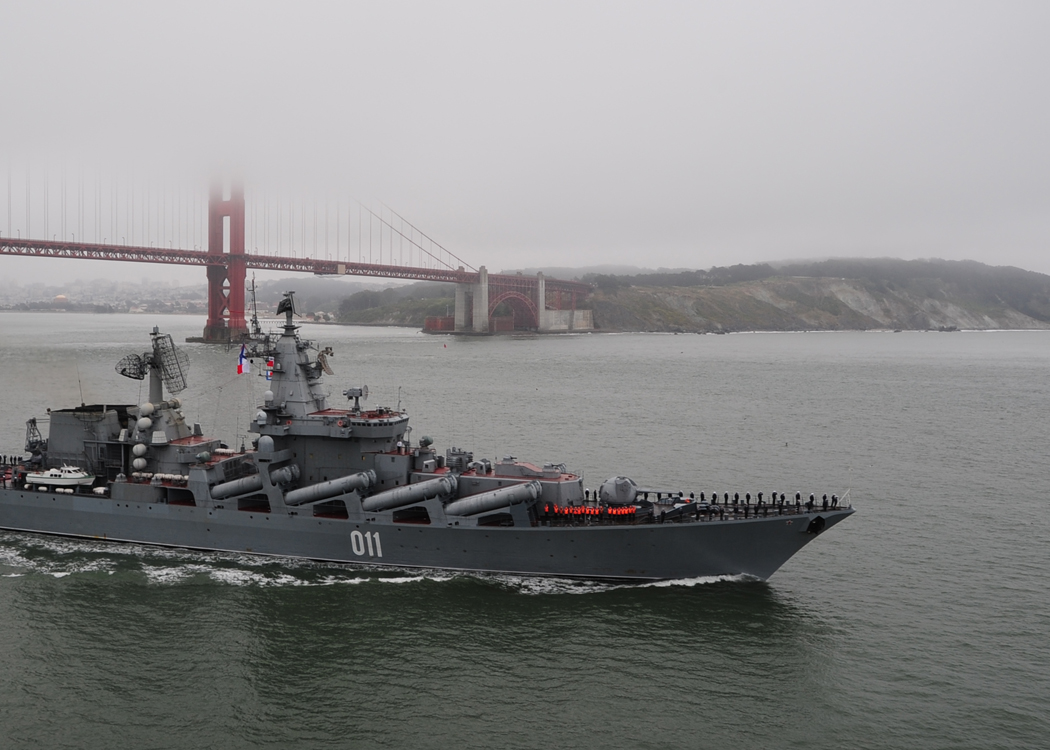
Gli otto canister binati di P-500 costituiscono il tratto distintivo degli incrociatori classe Slava; questi del Varyag sono stati ammodernati con il P-1000 Vulkan.

Il P-1000 Vulkan.

Verso la fine della guerra fredda, su tre sottomarini classe Echo II venne installata una versione ammodernata del P-500, denominata P-1000 Vulkan (GRAU 3M70). Presumibilmente il missile esprime la stessa velocità massima e gittata (800 km) del predecessore, ma con un peso aumentato di 1-2 tonnellate. L'arma è propulsa da un motore turbogetto con acceleratore iniziale a combustibile solido. I regimi di volo ad alta quota sono probabilmente gli stessi del P-500.
Il P-1000 venne ordinato il 15 maggio 1979 alla NPO Mashinostroyeniya. Effettuò il primo volo a luglio 1982 e venne accettato in servizio il 18 dicembre 1987. Venne installato su tre sottomarini classe Echo II della Flotta del Nord tra il 1987 e il 1993. La conversione di tre unità della Flotta del Pacifico, il K-10 e il K-34, venne abbandonata per carenza di fondi.
Dei sottomarini che ricevettero il P-1000, il K-1 venne smantellato dopo un incidente al reattore nel 1989, il K-35 venne radiato nel 1993 e il K-22 nel 1995. Il P-1000 venne installato anche sull'incrociatore classe Slava Varyag e, secondo alcune fonti, sulla gemella Moskva.